# Alejandra Fosalba
Alejandra Fosalba (né à Concepción, le 4 juillet 1969) est une actrice chilienne.

## Filmographie
- El regreso (TVN, 2013) : Fátima Massar
- No abras la puerta (TVN, 2014) : Carla Marambio